# دست‌های‌آلوده
دست‌های آلوده یکی از مفاهیم فلسفهٔ اخلاق و فلسفهٔ سیاسی است که بر محور این پرسش شکل گرفته است: آیا سران سیاسی، برای رساندن جوامع خود به خیرهای بزرگ یا محافظت آن‌ها از شرها، می‌توانند از حدود بسیار قاطع اخلاق تجاور کنند؟ متفکران مختلف به این پرسش پاسخ‌های متفاوتی داده‌اند. این مسئله، اگرچه در اندیشه‌های نیکولو ماکیاوللی، اندیشمند ایتالیایی، نمود یافته، با آثار مایکل والزر، فیلسوف آمریکایی، در دوران معاصر دوباره نقل محافل شده است.

## پیشینه
آنتونی ترولوپ، رمان‌نویس اخلاق‌گرای بریتانیایی دورهٔ ویکتوریا، در طریقی که بدان می‌زییم، فساد اخلاقی این دوره را نقد می‌کند. یکی از شخصیت‌های اصلی این رمان، «لیدی کاربِری»، فردی سطحی است. او معتقد است که کارهای ستودنی قدرتمندان در چارچوب مقولات معمول اخلاق نمی‌گنجد. اما والزر که با مقالهٔ پرنفوذ «عمل سیاسی: مسئلهٔ دست‌های آلوده» ‍(۱۹۷۳) این اصطلاح را سر زبان‌ها انداخت آن را از نمایشنامهٔ سارتر به همین نام (۱۹۴۸) اقتباس کرد. در پردهٔ پنجم این نمایشنامه، هودِرِر که از رهبران حزب کمونیست است به یکی از اعضای حزب می‌گوید:
من دستانم آلوده است، تا مِرفَق آلوده است. این دست‌ها را در پلیدی و خون فروبرده‌ام. امید چه داری؟ گمان می‌کنی می‌توانی بی تردامنی و منزه حکومت کنی؟
والزر این ایده را، بعدها، در کتاب‌  جنگ‌های عادلانه و ناعادلانه (۱۹۷۷) بسط داد.